# Pernis steerei
El abejero de Filipinas (Pernis steerei) es una especie de ave accipitriforme de la familia Accipitridae nativa de las Filipinas. El nombre científico de la especie conmemora al zoólogo estadounidense Joseph Beal Steere.

## Taxonomía
Se reconocen dos subespecies:
- P. s. winkleri Gamauf & Preleuthner, 1998 – en Luzón;
- P. s. steerei Sclater, WL, 1919 – en todas las Filipinas, excepto Palawan, Luzón y las islas cercanas.

## Distribución y hábitat
Vive exclusivamente en 13 islas del norte, este y sur de Filipinas (Luzón, Catanduanes, Mindoro, Tablas, Masbate, Sámar, Leyte, Dinágat, Siargao, Bohol, Negros, Mindanao y Basilán, pero está completamente ausente en las islas Calamianes, Palawan y las Sulu). Vive, solo o en pareja, en las selvas tropicales o en sus márgenes, generalmente en terrenos montañosos, pero también en llanuras, desde el nivel del mar hasta más de 2000 m.